# 傳球棋
傳球棋（Diaballik），是Philippe Lefrançois在2004年推出的兩人棋類。

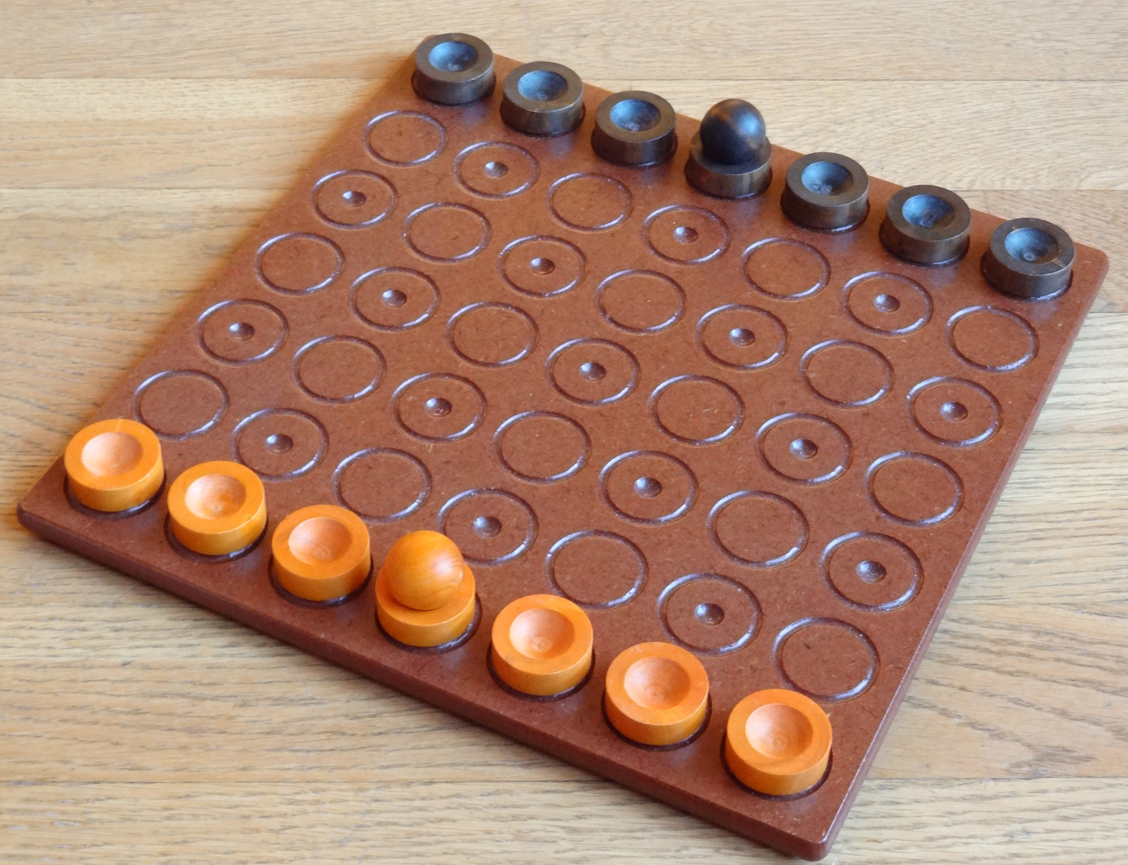
傳球棋初始佈置

## 棋具
- 7*7方格棋盤。

- 雙方各7枚棋子，上面可放1顆球體，以兩色區分敵我。

- 球體每方1枚。

## 棋規
- 初始佈置為雙方各7枚棋子放至底行，中間一枚放有一顆球體。
- 每方回合需進行零到三著，傳球最多一著，走子最多兩著，各著可分配任意己棋，各著順序無限制。
  - 走子：將一枚沒有放球的己棋移至鄰邊空棋位。
  - 傳球：拿取己棋上的球，並以該棋為中心，放置在八方方向的其他己棋上，中途不可有任何敵棋。

- 禁手：當一方棋子以鄰邊、鄰角相連成一條連鎖時，並且以以鄰邊相連至少3枚敵棋，則前者輸掉遊戲。

- 將球傳到在敵方底線的己棋獲勝。[1]

## 外部連結
- 遊戲下載 （页面存档备份，存于）